# Quebracho (miasto)
Quebracho – miasto w Urugwaju, w departamencie Paysandú.